# Ağaçlık, Çatak
Ağaçlık là một xã thuộc thành phố Çatak, tỉnh Van, Thổ Nhĩ Kỳ. Dân số thời điểm năm 2011 là 410 người.